# Alberndorf im Pulkautal
Alberndorf im Pulkautal osztrák község Alsó-Ausztria Hollabrunni járásában. 2022 januárjában 729 lakosa volt. 

## Elhelyezkedése

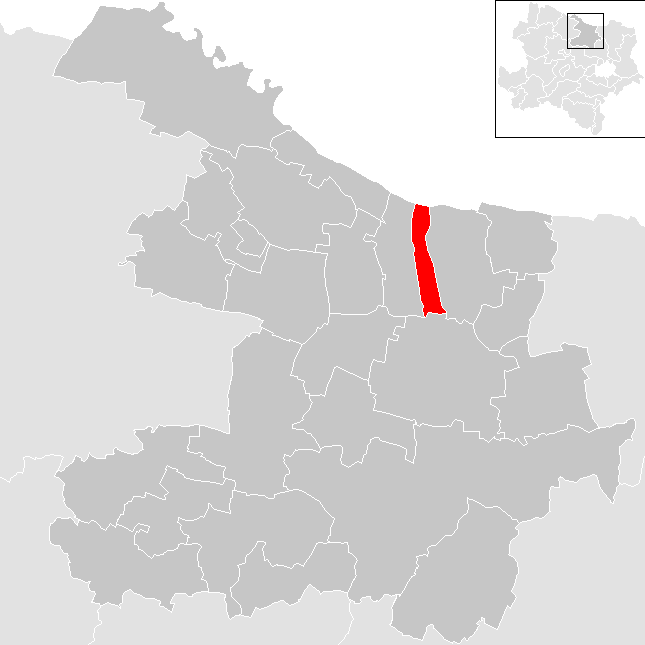
Alberndorf im Pulkautal a Hollabrunni járásban

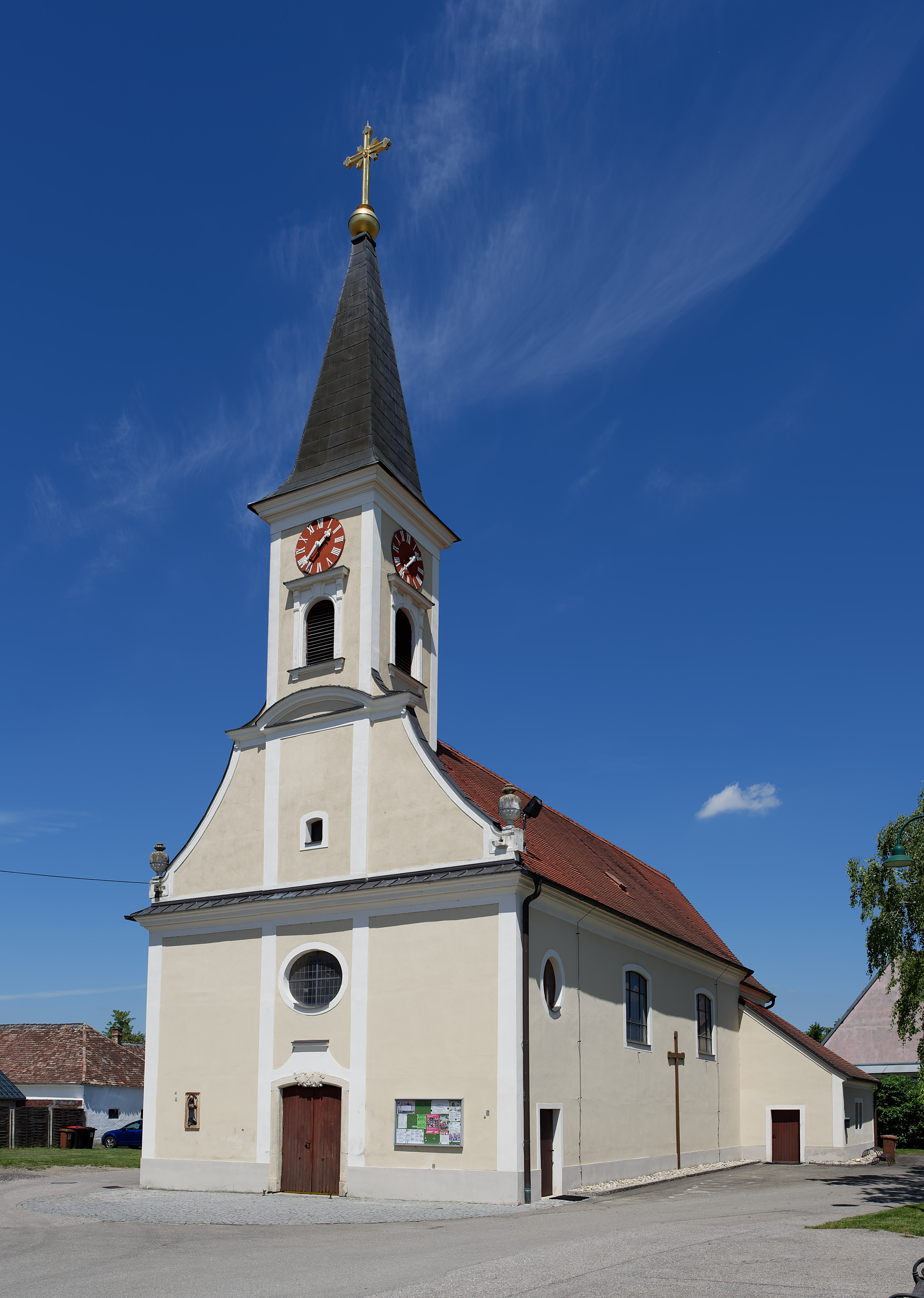
A Szt. Lőrinc-plébániatemplom

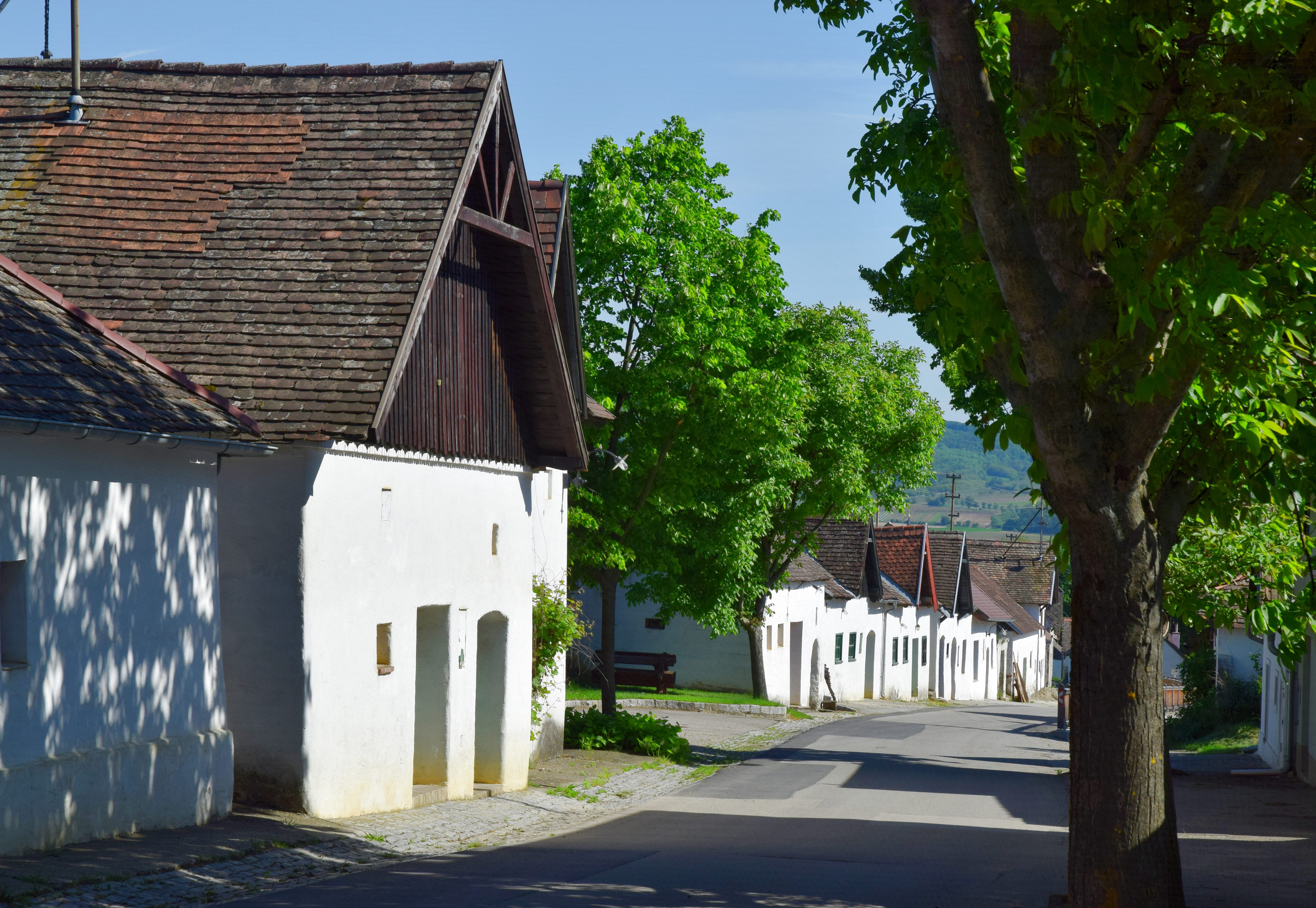
Alberndorfi pincesor

Alberndorf im Pulkautal a tartomány Weinviertel régiójában fekszik, a Pulkau folyó mentén, közvetlenül a cseh határnál. Területének 7%-a erdő, 24,7% szőlő, 58,3% áll egyéb mezőgazdasági művelés alatt. Az önkormányzat 4 települést egyesít: Auggenthal (312 lakos 2022-ben), Haugsdorf (867), Jetzelsdorf (403) és Kleinhaugsdorf (22).
A környező önkormányzatok: keletre Hadres, délre Wullersdorf, nyugatra Haugsdorf, északra Dyjákovičky (Csehország).

## Története
A község területéről az őskőkori aurignaci kultúrához tartozó (40-25 ezer évvel ezelőtti) leletek kerültek elő. Alberndorfot egy Adalbero nevű hercegi csatlós alapította 1050 körül. A birtokot 1200 körül kibővítették, 1400 körül viszont felosztották: nagyjából ekkortól vált jelentőssé a szőlőművelés is. 1590-ben 51 házat számláltak össze a faluban. 
1938-ban Alberndorfban egy pék, egy bognár, egy hentes, két borbély, két fogadós, négy vegyesboltos, két kovács, három szabó és két női szabó, három cipész, egy trafikos, egy ács, egy kerékgyártó és számos földműves lakott. 

## Lakosság
A Alberndorf im Pulkautal-i önkormányzat területén 2022 januárjában 729 fő élt. A lakosságszám 1880-ban érte el a csúcspontját 1181 fővel, azóta hosszas csökkenés után az utóbbi évtizedekben stabilizálódott. 2020-ban az ittlakók 97,5%-a volt osztrák állampolgár; a külföldiek közül 1,1% a régi (2004 előtti), 1,2% az új EU-tagállamokból érkezett. 2001-ben a lakosok 90,7%-a római katolikusnak, 2% evangélikusnak, 7% pedig felekezeten kívülinek vallotta magát. Ugyanekkor a legnagyobb nemzetiségi csoportot a németek (98,8%) mellett a csehek alkották 0,9%-kal.
A népesség változása:

| 2016 | 735 |
| 2018 | 744 |

## Látnivalók
- a Szt. Lőrinc-plébániatemplom
- a Heidberg kilátója

## Fordítás
- Ez a szócikk részben vagy egészben  az   Alberndorf im Pulkautal című német Wikipédia-szócikk ezen változatának fordításán alapul.  Az eredeti cikk szerkesztőit annak laptörténete sorolja fel. Ez a jelzés csupán a megfogalmazás eredetét és a szerzői jogokat jelzi, nem szolgál a cikkben szereplő információk forrásmegjelöléseként.